# Primo ministro della Grecia
Il primo ministro della Repubblica Ellenica (in greco Πρωθυπουργός, Pro̱thypourgós), descritto nella Costituzione anche con la denominazione di "presidente del Governo" (Πρόεδρος της Κυβερνήσεως, Próedros tis Kyverníseos), è il capo del governo della Grecia e presiede il Consiglio dei ministri. Viene nominato dal Presidente della Repubblica in base alla maggioranza presente in Parlamento.

## Nomina
Il primo ministro è nominato dal presidente della Repubblica. Conformemente all'articolo 37 della Costituzione greca, il presidente è tenuto a nominare il leader del partito che ha ottenuto la maggioranza assoluta dei seggi alle elezioni. Se nessun partito detiene la maggioranza assoluta, il Presidente della Repubblica conferisce un mandato esplorativo per formare il governo al leader del partito di maggioranza relativa e, in caso di insuccesso, al leader del secondo e poi del terzo partito. Ogni mandato esplorativo dura tre giorni. Se nessun mandato esplorativo è portato a compimento, il capo dello Stato può affidare al presidente del Consiglio di Stato, della Corte di cassazione o della Corte dei conti la formazione di un governo ad interim per guidare il Paese verso lo svolgimento di elezioni anticipate.

## Ruolo e funzioni
Il primo ministro è a capo del governo della Grecia e presiede il Consiglio dei ministri, oltre ad organi collegiali specializzati, come il Consiglio di politica estera e di difesa del governo. Propone la nomina e il licenziamento dei membri del Governo e ne supervisiona il lavoro, può proporre l'adozione di progetti di legge in seno al Parlamento ellenico e chiedere il voto di fiducia. Il primo ministro rappresenta inoltre il governo all'estero.